# David Anders
David Anders Holt (Grants Pass, Oregon, 1981. március 11. –) amerikai színész. 

## Élete és pályafutása
Szülei Dr. Tony és Jori Holt, két bátyja és egy nővére van. Már gyerekkorában is játszott iskolai darabokban de sportolói tevékenysége lekötötte: baseballozott és teniszezett. A következő évben A mi kis városunk című darabban alakította George figuráját, majd Freddy Eynsford-Hill megformálásával folytatta a My Fair Ladyben.
Miután befejezte a középiskolát, 1999-ben felvették az American Academy of Dramatic Arts színiiskolába, de végül úgy döntött, hogy rögtön belevág színészi karrierjébe és egy héttel később már Los Angelesben volt. Felvette a David Anders nevet, mivel már létezett egy David Holt nevű színész. Úgy döntött a középső nevét, az Anderst fogja használni vezetékneve gyanánt.
A nyugati part színpadain főszerepet játszott a Rockne című musicalben és feltűnt az Anna Frank naplójában is, ami elnyerte a Legjobb színtársulat díját a Backstage West Garland Awards-on.
A The Source című független film és az Olsen ikrek So Little Time című vígjátéksorozatának vendégszerepe után, 2001-ben Anders megkapta Julian Sark visszatérő szerepét az Alias című televíziósorozatban. Később a kétszínű bérgyilkos Mr. Sarkként főszereplővé lépett elő az Alias második és harmadik évadjában, majd ezután még visszatért a későbbi epizódok némelyikében is.
Eközben vendégszerepekben tűnt fel a CSI: A helyszínelők, a CSI: Miami helyszínelők, a Bűbájos boszorkák és a Deadwood című sorozatokban, majd 2007-ben két epizód erejéig játszott A Grace klinikában is. A 2006-os Left In Darkness című horrorfilm egyik főszereplője, 2007-ben pedig az ELI című sci-fi thriller rövidfilm címszereplője volt.
Aktív sportoló és szabadidejében, Los Angelesben nyári turnusokon gyerekeket teniszezni tanít. Ha nem a tenisszel foglalkozik, akkor a golfpályán tölti idejét és golfversenyeken is részt vesz. Tagja Alias-beli kollégája, Greg Grunberg, „16:9” nevű együttesének, ahol vokalistaként van jelen. Az együttes gyakran lép fel jótékonysági rendezvényeken, hogy különböző alapítványoknak gyűjtsön pénzt.
2007-ben főszerepet kapott a Hősök című sorozat második évadjában, ahol a rejtélyes, ősi kardforgatót, Takezo Kensei-t alakítja.

## Filmográfia

### Film
| Év   | Magyar cím                    | Eredeti cím                 | Szerep             | Megjegyzések                |
| ---- | ----------------------------- | --------------------------- | ------------------ | --------------------------- |
| 2002 |                               | The Source                  | Booji              |                             |
| 2005 |                               | Circadian Rhythm            | Garrison           |                             |
| 2006 |                               | Left in Darkness            | Donovan            |                             |
| 2007 |                               | ELI                         | ELI                | rövidfilm                   |
| 2009 | A tenger vadjai 2. – A zátony | Into the Blue 2: The Reef   | Carlton            | magyar hangja: Zámbori Soma |
| 2009 | Hé, haver, hol a hullád?      | The Revenant                | Bart Gregory       |                             |
| 2011 |                               | The Maiden and the Princess | Hammond            | rövidfilm                   |
| 2011 |                               | Archetype                   | RL7 (hangja)       | rövidfilm                   |
| 2012 |                               | Neighbors                   | Timothy Longshanks | rövidfilm                   |

### Televízió
| Év        | Magyar cím                 | Eredeti cím                    | Szerep                          | Megjegyzések                                              |
| --------- | -------------------------- | ------------------------------ | ------------------------------- | --------------------------------------------------------- |
| 2001      | Az ikrek Malibuból         | So Little Time                 | végzős középiskolás diák        | 1 epizód                                                  |
| 2002–2006 | Alias                      | Alias                          | Julian Sark                     | visszatérő szereplő (56 epizód)                           |
| 2004      | CSI: A helyszínelők        | CSI: Crime Scene Investigation | Travis Watson                   | 1 epizód                                                  |
| 2005      | Bűbájos boszorkák          | Charmed                        | Roget gróf                      | 1 epizód                                                  |
| 2005      | CSI: Miami helyszínelők    | CSI: Miami                     | Brian Miller                    | 1 epizód                                                  |
| 2006      | Deadwood                   | Deadwood                       | gyalogos                        | 1 epizód                                                  |
| 2007      | A Grace klinika            | Grey's Anatomy                 | Jim                             | 2 epizód                                                  |
| 2007–2010 | Hősök                      | Heroes                         | Adam Monroe (Takezo Kensei)     | főszereplő                                                |
| 2009      | Hazudj, ha tudsz!          | Lie to Me                      | Russell Scott főtörzsőrmester   | 1 epizód                                                  |
| 2009      | A kukorica gyermekei       | Children of the Corn           | Burton Stanton                  | - tévéfilm - magyar hangja: - Hamvas Dániel               |
| 2010      | 24                         | 24                             | Josef Bazhaev                   | visszatérő szereplő (6 epizód)                            |
| 2010      | 13-as raktár               | Warehouse 13                   | Jonah Raitt                     | 1 epizód                                                  |
| 2010      | Mr. és Mrs. Bloom          | Undercovers                    | Matthew Hunt                    | 1 epizód                                                  |
| 2010–2017 | Vámpírnaplók               | The Vampire Diaries            | John Gilbert                    | visszatérő szereplő (13 epizód)                           |
| 2011–2016 | Egyszer volt, hol nem volt | Once Upon a Time               | Victor Frankenstein / Dr. Whale | visszatérő szereplő (15 epizód)                           |
| 2012      | Doktor House               | House                          | Bill Koppelman                  | 1 epizód                                                  |
| 2013      | A zöld íjász               | Arrow                          | Cyrus Vanch                     | 1 epizód                                                  |
| 2013      | Doktor D                   | Necessary Roughness            | Troy Cutler                     | visszatérő szereplő (8 epizód)                            |
| 2013      | Gyilkos elmék              | Criminal Minds                 | Anton Harris                    | 1 epizód                                                  |
| 2015      |                            | Stalker                        | Darren Tyler                    | 1 epizód                                                  |
| 2015–2019 | iZombie                    | iZombie                        | Blaine "DeBeers" McDonough      | - főszereplő (70 epizód) - magyar hangja: - Horváth Illés |
| 2016      |                            | Comedy Bang! Bang!             | Loki                            | 1 epizód                                                  |
| 2020      | A varázslók                | The Magicians                  | Terence                         | 1 epizód                                                  |
| 2020      |                            | Roswell, New Mexico            | Travis                          | 1 epizód                                                  |
| 2022      | Magnum                     | Magnum P.I.                    | Ray Nasano                      | 1 epizód                                                  |